# Frihet, jämlikhet, broderskap

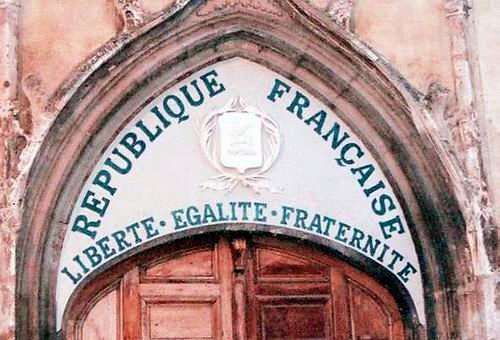
Frankrikes motto inskrivet på ett kyrkopediment.

Frihet, jämlikhet, broderskap (franska Liberté, Égalité, Fraternité) är Frankrikes motto, officiellt antaget under den tredje franska republiken. Orden återfinns bland annat på myndighetsbyggnader och på de franska euromynten. Det är även Haitis motto.
Mottot har rötter i slagord som associeras med den franska revolutionen. Under första och andra kejsardömet trycktes mottot tillbaka men återkom i samband med julirevolutionen och Februarirevolutionen 1848, samt var 1848–52 Frankrikes officiella valspråk. Slagorden fick liv igen under Pariskommunen. Vichyregimen, under andra världskriget, ersatte mottot med devisen "Arbete, familj, fädernesland" (Travaille, famille, patrie). "Frihet, jämlikhet, broderskap" återinfördes dock efter kriget och har sedan 1946 stått med i den franska konstitutionen.

## Användning i andra länder och sammanhang
Slagorden används även utanför Frankrike för att lyfta fram idéerna från franska revolutionen. Flera länder har antagit samma eller liknande motton, främst före detta franska kolonier, och orden ingår i Indiens grundlags preambel.
I Krzysztof Kieślowskis filmtrilogi Trikoloren – Den blåa filmen (frihet), Den vita filmen (jämlikhet) och Den röda filmen (broderskap) – associeras de tre orden i mottot med de tre färgerna i Frankrikes flagga trikoloren. Dock finns inget sådant uttalat egentligt samband.